# Antoni Sadurní

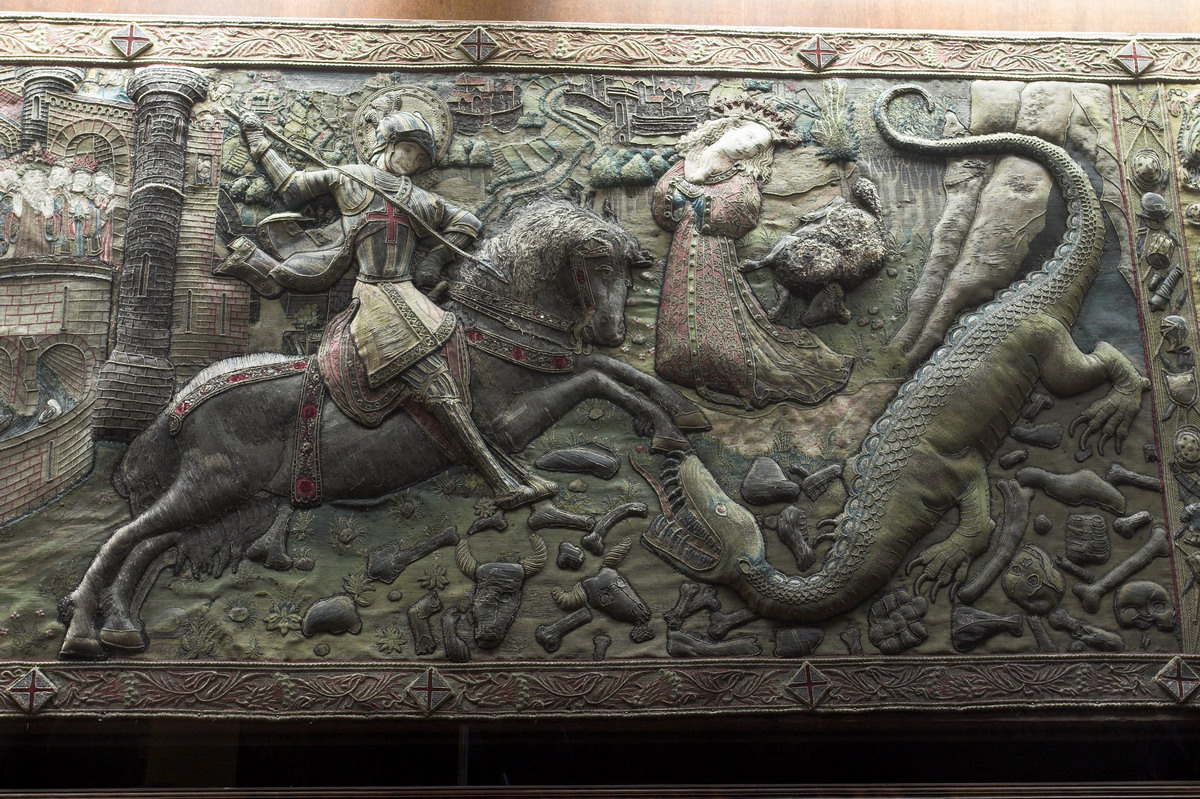
Tapiz de Sant Jordi de Antoni Sadurní

Antoni Sadurní es un bordador del siglo XV, reconocido por ser el autor del frontal dedicado a San Jorge, en la capilla del mismo nombre del Palacio de la Generalidad de Cataluña.
Sadurní nació en el seno de una familia de bordadores. Trabajó entre otros, para el obispo de Urgel, para la sede de Tortosa y para la casa real de Pedro IV de Aragón. En marzo de 1458 fue nombrado bordador de la Diputación de Cataluña.
Su obra más destacada, basada en un diseño de Bernat Martorell, según se dice, es el frontal en relieve de Sant Jordi matando al legendario dragón, realizado en hilo de seda, oro y plata, sobre los años 1450-51 para la capilla de San Jorge en el Palacio de la Generalidad de Cataluña, reconocida como una obra maestra del bordado catalán de aquella época.